# KLG
KLG（又稱快樂雞、卡拉雞）是起源起於台灣的國際連鎖速食店，創始於2002年。分店遍及中國大陆、南非、韓國、泰國、馬來西亞、馬紹爾等地。其商標和知名速食店肯德基相似，但圖案為一隻打了蝴蝶結的公雞。
KLG的餐點以炸雞、薯條、雞腿堡、無酒精飲料等等為主。和肯德基相似，但價格更便宜。

## 分店介紹
- 台北市
  - 松山店
  - 中研店
- 新北市
  - 五股店
  - 樹林店
- 桃園市
  - 健行店
  - 嘉福店
  - 中豐店
  - 大同店
- 新竹市
  - 巨城店
- 台中市
  - 總部加盟示範店
  - 豐原向陽店
  - 逢甲店
  - 沙鹿店
  - 靜宜店
  - 清水店
  - 大豐店
- 雲林縣
  - 虎尾店
- 台南市
  - 安中店
  - 東門店
  - 金華店
  - 新孝店
  - 關廟店
  - 灣裡店
  - 長榮店
- 宜蘭縣
  - 蘇澳店
- 澎湖縣
  - 馬公店

## 外部連結
- KLG官方網站